# Chinesischer Sonnenschirmbaum

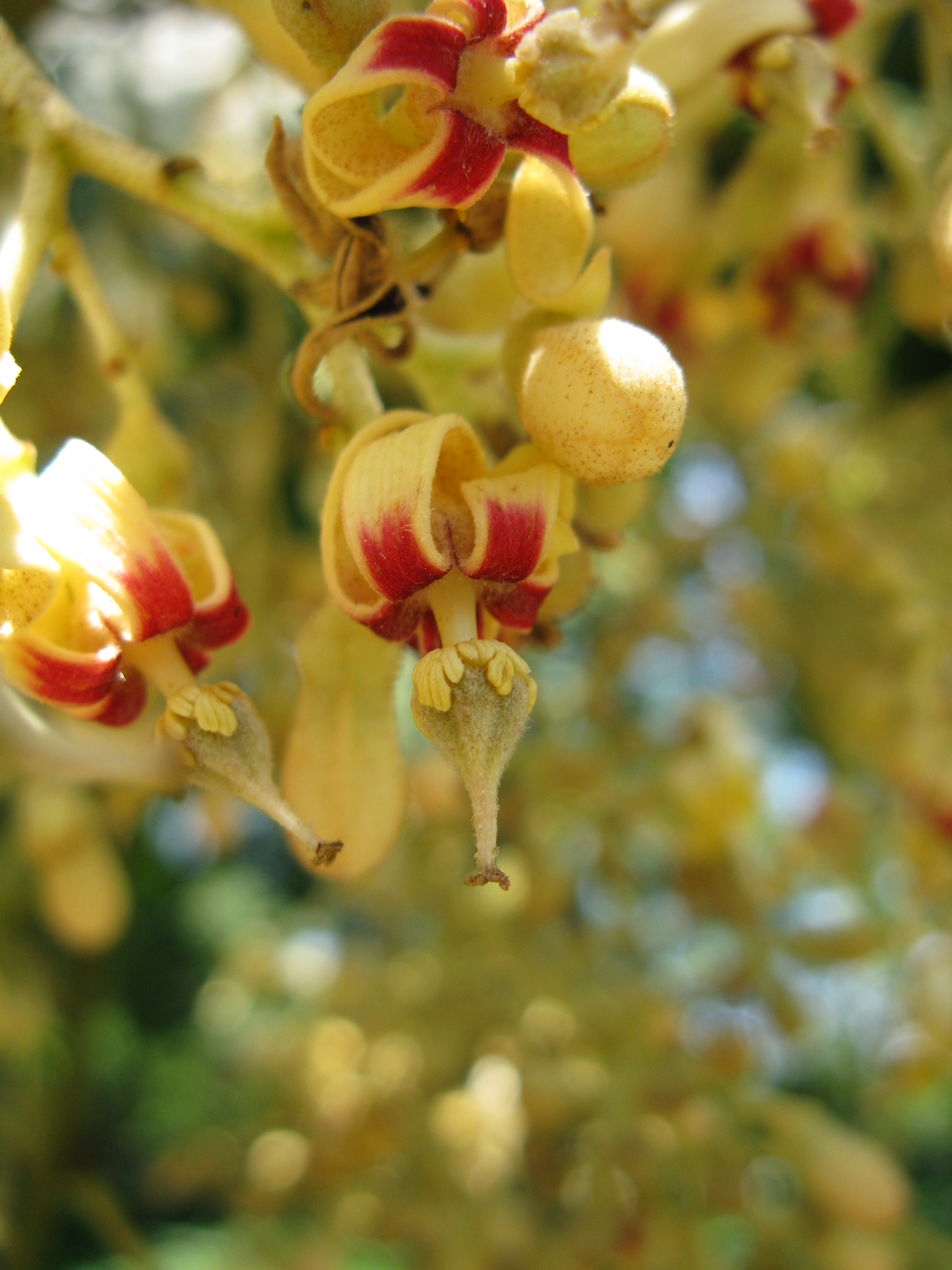
Weibliche Blüten

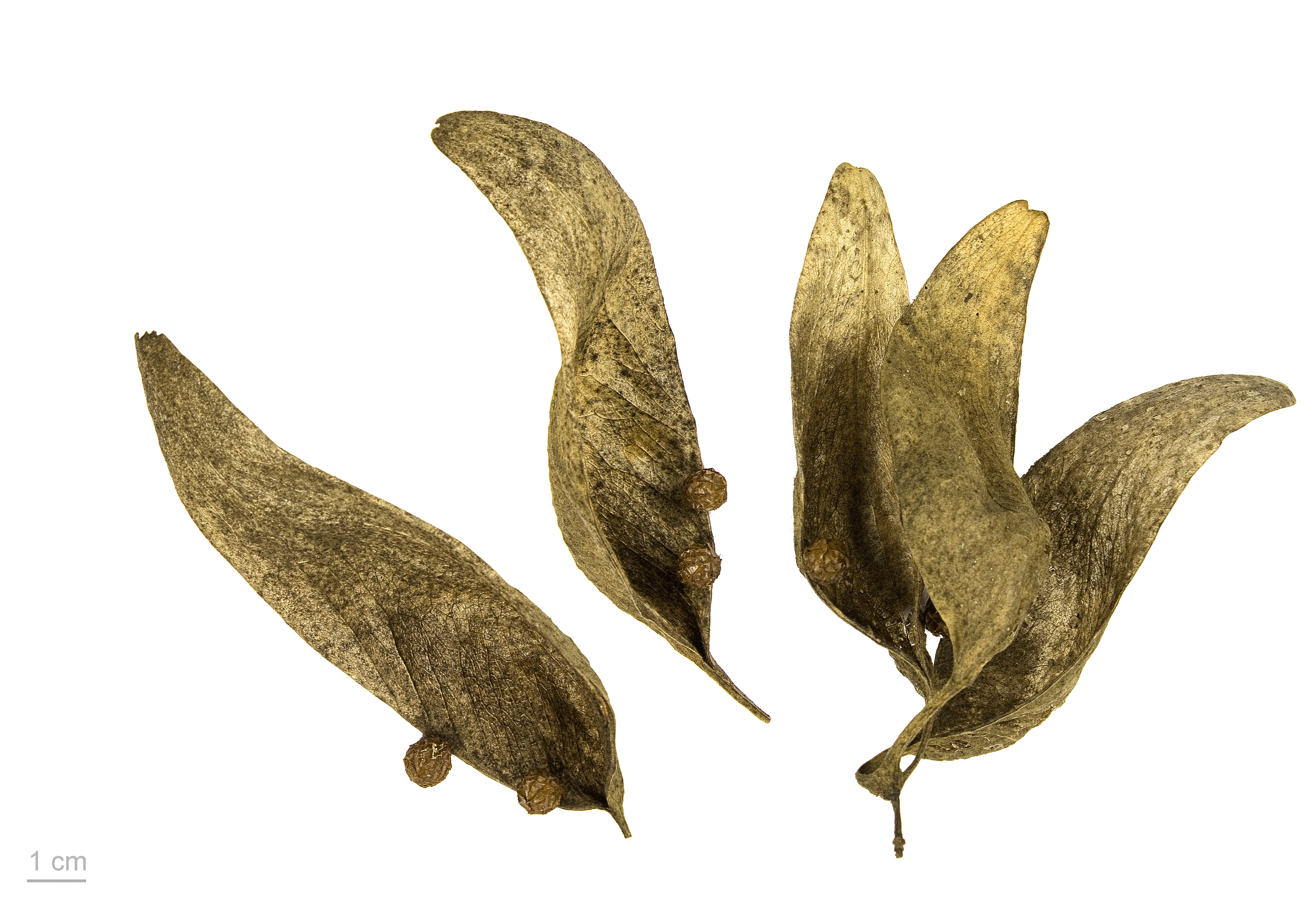
Früchte und Samen

Der Chinesische Sonnenschirmbaum, auch Parasolbaum oder Wutong-Baum (Firmiana simplex; chinesisch 梧桐, Pinyin wútóng), ist ein Baum in der Familie der Malvengewächse aus der Unterfamilie der Sterkuliengewächse aus dem südlichen China, Taiwan, Japan und Vietnam. In den südlichen USA ist er eingebürgert.

## Beschreibung

### Generative Merkmale
Der Chinesische Sonnenschirmbaum wächst als laubabwerfender Baum bis über 16 Meter hoch. Der Stammdurchmesser erreicht über 40 Zentimeter. Die glatte Borke ist bei Jungbäumen grün, später grau und leicht rissig bis furchig.
Die wechselständigen, einfachen, langstieligen, handförmig gelappten bis gespaltenen oder grob gezähnten Laubblätter sind bis zu 30 cm groß. Sie sind weich, herzförmig, ganzrandig mit bis zu fünf spitzen bis zugespitzten Lappen oder Zähnen, fast kahl und sitzen an bis zu 30 Zentimeter langen, schlanken Stielen und sind oberseits grün, unterseits fahlgrün gefärbt. Die Nebenblätter sind abfallend.

### Vegetative Merkmale
Der Chinesische Sonnenschirmbaum ist funktionell einhäusig monözisch. Die kleinen, duftenden, gelblich-grün, weißlichen bis im Zentrum gelblichen oder rötlichen Blüten stehen in langen, endständigen und feinhaarigen Rispen. Die kurz gestielten, fünfzähligen Blüten mit einfacher Blütenhülle sind funktionell männlich oder weiblich, die Kronblätter fehlen. Sie riechen zitronig mit Schokoladennoten. Es ist jeweils ein petaloider, außen behaarter becherförmiger Kelch mit langen ausladenden bis zurückgelegten, verkehrt-eilanzettlichen Zipfeln und ein Androgynophor vorhanden. Das kahle Androgynophor der männlichen Blüten besitzt bis etwa 15 fast sitzende Staubblätter und einen reduzierten Pistillode an der Spitze im Zentrum. Bei den weiblichen Blüten sind oben am kahlen Androgynophor fünf behaarte, stark genäherte Stempel mit kurzen Griffeln mit jeweils einer Narbe und an ihrer Basis kleine Staminodien vorhanden. Es ist jeweils ein Diskus vorhanden.
Die schmal-eiförmigen und hängenden, papierigen Balgfrüchte reifen in einer Sammelbalgfrucht bis zu 7–11 cm Länge und enthalten bis zu vier Samen. Sie öffnen sich und die rundlichen Samen bleiben dann an den Fruchtklappen kleben. Die runzligen, braunen Samen sind bis etwa 7 Millimeter groß.

## Verwendung
Im Mittelmeerraum wird der Parasolbaum als Parkbaum geschätzt, in Japan als Straßenbaum. Er ist nicht besonders winterhart, übersteht aber kurzen, nicht zu starken Frost.
Die überlegenen Klangeigenschaften seines relativ leichten Holzes eignen ihn zum Instrumentenbau, bspw. früher für das Guqin oder für das Guzheng sowie für die Resonanzdecke des Banhu, verwendet wird es auch für Möbel und Särge.